# 戈洛夫尼齊亞
50°37′46″N 27°3′9″E / 50.62944°N 27.05250°E
戈洛夫尼齊亞（烏克蘭語：Головниця），是烏克蘭西北部的村莊，隸屬里夫內州的里夫內區。該村始建於1671年，面積2.97平方公里，2001年人口1,218，人口密度每平方公里410.8人。